# 東真鍋町
東真鍋町（ひがしまなべまち）は茨城県土浦市の町名。土浦市市街地北方の二中地区に属する。

## 地理
土浦市の中心部、新川より北に位置する。北は木田余西台、南は真鍋一丁目、西は真鍋三丁目、東は木田余・真鍋新町と接する。地内には国道354号（真鍋東通り）が通過する。1940年（昭和15年）までは新治郡真鍋町に所属していたエリアにあたり、住居表示により1975年に成立した町名である。

## 歴史

### 沿革
- 1975年（昭和50年）5月1日 - 土浦市3次住居表示整理事業により土浦市大字真鍋・木田余の一部より成立[6][7]。

### 町名の変遷
| 実施後   | 実施年月日               | 実施前（それぞれ一部） |
| -------- | ------------------------ | ---------------------- |
| 東真鍋町 | 1975年（昭和50年）5月1日 | 真鍋、木田余           |

## 世帯数と人口
2017年（平成29年）8月1日現在の世帯数と人口は以下の通りである。
| 町丁     | 世帯数  | 人口    |
| -------- | ------- | ------- |
| 東真鍋町 | 591世帯 | 1,290人 |

## 交通

### 鉄道
最寄の鉄道駅は常磐線土浦駅。

### 路線バス
| 系統 | 主要経由地                                       | 行先           | 運行会社     |
| ---- | ------------------------------------------------ | -------------- | ------------ |
| 循環 | 土浦駅・真鍋一・真鍋交番・市民会館北・マニフィカ | 市民会館循環   | キララちゃん |
|      | 土浦駅・土浦局前・真鍋新町・協同病院入口         | 土浦駅・神立駅 | ■関鉄        |
| 循環 | 土浦駅・土浦局前・真鍋新町・協同病院入口         | おおつ野循環   | ■関鉄        |

### 道路
- 国道354号（真鍋東通り）

## 施設
- 土浦市民会館（クラフトシビックホール土浦）
- 土浦市立土浦第二中学校
- 学校法人川島学園まなべすみれ幼稚園
- 童話館保育園
- 日本郵便逓送
- ジョイフル山新
- ウエルシア
- スーパータイヨー
- 真鍋児童公園

## 小・中学校の学区
市立小・中学校に通う場合、学区は以下の通りとなる。
| 町丁     | 番地 | 小学校             | 中学校                 |
| -------- | ---- | ------------------ | ---------------------- |
| 東真鍋町 | 全域 | 土浦市立真鍋小学校 | 土浦市立土浦第二中学校 |